# Cephalispa mira
Cephalispa mira är en tvåvingeart som först beskrevs av Stein 1910.  Cephalispa mira ingår i släktet Cephalispa och familjen husflugor. Inga underarter finns listade i Catalogue of Life.